# Arilje
Arilje (srpski: Ариље) je naselje u jugozapadnom dijelu Srbije, nedaleko od ušća Rzava u Moravicu. Administrativno pripada Zlatiborskom okrugu a središte je istoimene općine Arilje.

## Stanovništvo
Po popisu iz 2002., gradić ima 6.733 stanovnika, dok je prema popisu iz 2001. godine imao 6.074 stanovnika.

## Povijest
Prvi put se spominje u 13. stoljeću, a ime je dobilo po crkvi sv. Ahilija koja se nalazi u Arilju. Crkvu je podigao srpski kralj Stefan Dragutin, u vrijeme kada je Arilje pripadalo Dragutinovoj Srijemskoj kraljevini.
Okolica je poznati voćarski kraj. Arilje je najpoznatije po izvozu malina.

## Vanjske poveznice
- Službena stranica općina Arilje